# 間伐推進強化月間
間伐推進強化期間（かんばつすいしんきょうかきかん）とは、間伐の普及啓発活動、日本で間伐材の利用推進活動を実施するための啓発運動期間。

## 制定
2001年（平成13年）から林野庁が実施。毎年10月1日–11月30日。これは樹液の流動が止まりかける秋季の間伐（秋伐り）実施時期に合わせたものである。

## 内容
期間中は間伐及び間伐材の利用推進を啓発する各種行事が行われている。